# Европско првенство у фудбалу 2024 — група Е
Група Е на Европском првенству 2024. одржана је од 17. до 26. јуна 2024. у Њемачкој, а утакмице су игране у пет градова: Минхену, Франкфурту, Диселдорфу, Келну и Штутгарту. У групи су играле Белгија, Словачка, Румунија и Украјина. Двије првопласиране репрезентације пласирале су се међу најбољих 16, док су у елиминациону фазу прошле и четири најбоље трећепласиране репрезентације од укупно шест.
Побједник групе Е у осмини финала играо је са једном од најбоље рангираних трећепласираних репрезентација, а могао је да игра против екипе из група А, Б, Ц и Д. Другопласирани из групе Е играо је против другопласираног из групе Д, док је трећепласирани из групе Е могао у осмини финала да игра против побједника група Б и Ц.
Све четири репрезентације су завршиле са по четири бода, једном побједом, једним ремијем и једним поразом, што је било први пут од Свјетског првенства 1994. да су сви тимови завршили са истим бројем бодова на неком великом такмичењу. Због најбоље гол-разлике и највише постигнутих голова, Румунија је завршила на првом, а Белгија на другом мјесту. Словачка је завршила на трећем мјесту због боље гол-разлике од Украјине и пласирала се у елиминациону фазу као једна од најбољих трећепласираних репрезентација. Украјина је завршила на четвртом мјесту, што је био први пут у историји Европског првенства да је репрезентација која је освојила четири бода завршила на последњем мјесту у групи.

## Тимови
| Позиција на жријебу | Тим      | Шешир | Начин Квалификовања      | Датум Квалификовања | Укупно наступа | Последњи наступ | Најбољи резултат    | Квалификациони ренкинг Новембар 2023. | ФИФА ренкинг Април 2024. | ФИФА ренкинг Април 2024. |
| ------------------- | -------- | ----- | ------------------------ | ------------------- | -------------- | --------------- | ------------------- | ------------------------------------- | ------------------------ | ------------------------ |
| Е1                  | Белгија  | 1     | Побједник Групе Ф        | 13. октобар 2023.   | 7.             | 2020            | Финале (1980)       | 4                                     | 3                        |                          |
| Е2                  | Словачка | 3     | Другопласирани у Групи Ј | 16. новембар 2023.  | 6.             | 2020            | Побједник (1976)    | 16                                    | 48                       |                          |
| Е3                  | Румунија | 2     | Побједник Групе И        | 18. новембар 2023.  | 6.             | 2016            | Четвртфинале (2000) | 8                                     | 46                       |                          |
| Е4                  | Украјина | 4     | Побједник плеј-офа Б     | 26. март 2024.      | 4.             | 2020            | Четвртфинале (2020) | —                                     | 22                       |                          |

## Резултати

### Прво коло

#### Румунија—Украјина
| Румунија                            | 3 : 0     | Украјина |
| ----------------------------------- | --------- | -------- |
| Станчу 29’ · Марин 53’ · Драгуш 57’ | Извјештај |          |

| Румунија | Украјина |

#### Белгија—Словачка
| Белгија | 0 : 1     | Словачка |
| ------- | --------- | -------- |
|         | Извјештај | Шранц 7’ |

| Белгија | Словачка |

### Друго коло

#### Словачка—Украјина
| Словачка  | 1 : 2     | Украјина                     |
| --------- | --------- | ---------------------------- |
| Шранц 17’ | Извјештај | Шапаренко 54’ · Јаремчук 80’ |

| Словачка | Украјина |

#### Белгија—Румунија
| Белгија                     | 2 : 0     | Румунија |
| --------------------------- | --------- | -------- |
| Тилеманс 2’ · де Бројне 80’ | Извјештај |          |

| Белгија | Румунија |

### Треће коло

#### Словачка—Румунија
| Словачка | 1 : 1     | Румунија         |
| -------- | --------- | ---------------- |
| Дуда 24’ | Извјештај | Марин 37’ (пен.) |

| Словачка | Румунија |

#### Украјина—Белгија
| Украјина | 0 : 0     | Белгија |
| -------- | --------- | ------- |
|          | Извјештај |         |

| Украјина | Белгија |

## Табела и статистика
| Мјесто | Екипа    | Играно | Побједа | Неријешено | Пораза | Дао гол. | При. гол. | Гол-разлика | Бодови |
| ------ | -------- | ------ | ------- | ---------- | ------ | -------- | --------- | ----------- | ------ |
| 1.     | Румунија | 3      | 1       | 1          | 1      | 4        | 3         | +1          | 4      |
| 2.     | Белгија  | 3      | 1       | 1          | 1      | 2        | 1         | +1          | 4      |
| 3.     | Словачка | 3      | 1       | 1          | 1      | 3        | 3         | 0           | 4      |
| 4.     | Украјина | 3      | 1       | 1          | 1      | 2        | 4         | −2          | 4      |

## Фер-плеј
Поени за фер-плеј користе се за одлучивање мјеста на табели у случају истог броја бодова и исте гол-разлике. Тим с мањим бројем негативних поена заузима више мјесто на табели. Поени се рачунају на основу добијених жутих и црвених картона у свакој утакмици групне фазе по следећем принципу:
- жути картон — минус 1 поен;
- други жути картон (индиректан црвени картон) — минус 3 поена;
- директан црвени картон — минус 3 поена;
- жути картон, а затим директан црвени картон — минус 4 поена.

Само једна казна се примјењује за истог играча на једној утакмици.
| Тим      | 1. коло     | 1. коло                       | 1. коло  | 1. коло                | 2. коло     | 2. коло                       | 2. коло  | 2. коло                | 3. коло     | 3. коло                       | 3. коло  | 3. коло                | Поени |
| Тим      | Жути картон | Yellow card · Yellow-red card | Red card | Yellow card · Red card | Жути картон | Yellow card · Yellow-red card | Red card | Yellow card · Red card | Жути картон | Yellow card · Yellow-red card | Red card | Yellow card · Red card | Поени |
| -------- | ----------- | ----------------------------- | -------- | ---------------------- | ----------- | ----------------------------- | -------- | ---------------------- | ----------- | ----------------------------- | -------- | ---------------------- | ----- |
| Словачка | 1           |                               |          |                        |             |                               |          |                        | 1           |                               |          |                        | –2    |
| Украјина | 1           |                               |          |                        | 1           |                               |          |                        | 1           |                               |          |                        | –3    |
| Белгија  | 3           |                               |          |                        | 1           |                               |          |                        | 1           |                               |          |                        | –5    |
| Румунија | 1           |                               |          |                        | 2           |                               |          |                        | 4           |                               |          |                        | –7    |